# Władysław Hawrik
Władysław Maksymowycz Hawrik, ukr. Владислав Максимович Гаврік (ur. 21 maja 1991 w Charkowie) – ukraiński hokeista, reprezentant Ukrainy.

## Kariera
- Drużba-78 Charków (-2008)
- Hebron Academy (2009-2010)
- Skidmore College (2010-2014)
- Danbury Whalers (2014)
- Berkshire Battalion (2014-2016)
- Louisiana IceGators (2015/2016)
- Columbus Cottonmouths (2015/2016)
- Donbas Donieck (2016)
- HK Krzemieńczuk (2016-2017)
- HC Prešov Penguins (2017-2018)
- HK Dukla Michalovce (2018-2019)
- Danbury Hat Tricks (2019-2020)

Od 2009 rozwija karierę w USA, w amerykańskich ligach: USHS, NCAA III i Federal Hockey League (FHL), Southern Professional Hockey League (SPHL). Od maja 2016 zawodnik Donbasu Donieck. Od listopada 2016 zawodnik HK Krzemieńczuk. Od września 2017 był graczem słowackiej drużyny HC Prešov Penguins. W połwoie 2018 przeszedł do innego słowackiego klubu, HK Dukla Michalovce.
W barwach Ukrainy uczestniczył w turniejach mistrzostw świata juniorów do lat 18 w 2008 (Dywizja I), mistrzostw świata juniorów do lat 20 w 2010, 2011 (Dywizja I), mistrzostw świata seniorów w 2015, 2016, 2017, 2018, 2019 (Dywizja I).

## Sukcesy
Reprezentacyjne
- Awans do MŚ Dywizji I Grupy A: 2016

Klubowe
- Srebrny medal mistrzostw Ukrainy: 2017 z HK Krzemieńczuk
- Brązowy medal 1. ligi słowackiej: 2018 z HC Prešov
- Złoty medal 1. ligi słowackiej: 2019 z Duklą Michalovce

Indywidualne
- Mistrzostwa Świata w Hokeju na Lodzie 2016/I Dywizja#Grupa B:
  - Trzecie miejsce w klasyfikacji strzelców turnieju: 3 gole[9]
  - Trzecie miejsce w klasyfikacji asystentów turnieju: 4 asysty[10]
  - Trzecie miejsce w klasyfikacji kanadyjskiej turnieju: 7 punktów[11]
  - Pierwsze miejsce w klasyfikacji +/- turnieju: +7[12]